# Кредаро
Креда̀ро (на италиански: Credaro; на ломбардски: Credèr, Кредер) е малкло градче и община в Северна Италия, провинция Бергамо, регион Ломбардия. Разположено е на 225 m надморска височина. Населението на общината е 3523 души (към 2017 г.).